# Ahunui
Ahunui ou Fanga-taufa ou Nga-taumanga est un atoll corallien situé dans l'archipel des Tuamotu en Polynésie française et rattaché à la commune de Hao.

## Géographie

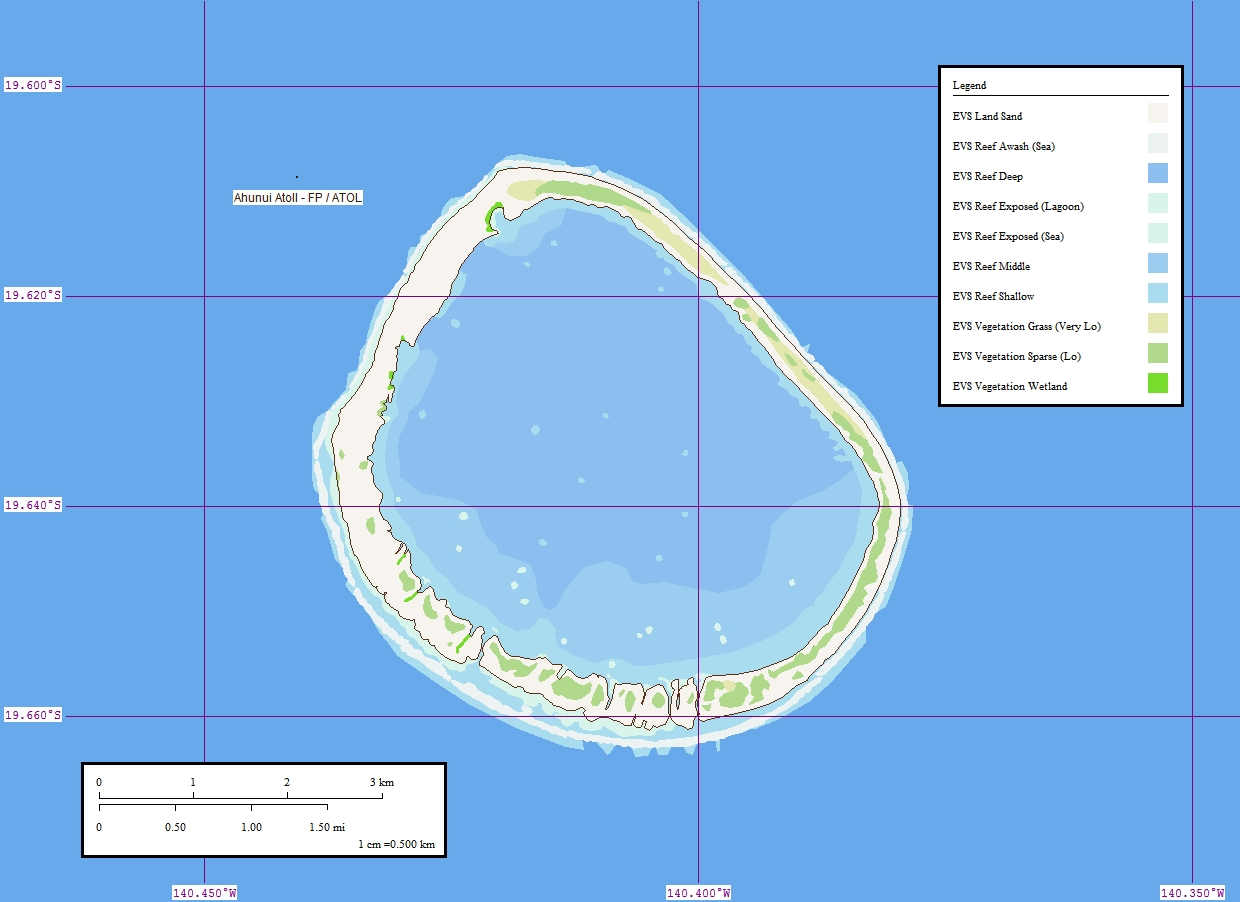
Carte topographique d'Ahunui.

Ahunui est situé à 57 km au sud-est de Paraoa, l'atoll le plus proche, à 135 km au nord d'Hao et à 938 km à l'est de Tahiti. C'est un atoll quasiment circulaire de 6 km de diamètre pour une surface de terres émergée de 5,7 km2. Son lagon fait 34 km2 et est dépourvu de passe de communication avec l'océan.
D'un point de vue géologique, l'atoll est l'excroissance corallienne (de 775 mètres soit l'une des plus importantes des Tuamotu) du sommet d'un petit mont volcanique sous-marin homonyme de la plaque du Pacifique, qui mesure 2 640 mètres depuis le plancher océanique, formé il y a 42,4 à 44,2 millions d'années.
L'atoll est inhabité de manière permanente.

## Histoire
Le premier Européen à avoir découvert l'atoll est l'explorateur britannique Frederick William Beechey qui l'aborde le 30 janvier 1826 qui le dénomme Byam Martin, d'après l'amiral Thomas Byam Martin. L'île est parfois également appelée Cockburn.
Au XIXe siècle, Ahunui devient un territoire français peuplé vers 1850 d'environ vingt habitants autochtones.

## Faune et flore
Ahunui possède dans son lagon une rare espèce d'huître perlière, la Pinctada maculata[réf. nécessaire].

## Économie
En 1982-1983, Paul Zumbielh tente d'établir sur l'atoll une ferme perlière à l'ouest d'Ahunui et construit une petite darse dans le lagon. Son projet est avorté par les passages de différents cyclones ayant traversé la Polynésie française et touché Ahunui,. Pendant un an, il vit seul avec sa femme sur l'atoll.